# Bothrideres taeniatus
Bothrideres taeniatus is een keversoort uit de familie knotshoutkevers (Bothrideridae). De wetenschappelijke naam van de soort werd in 1862 gepubliceerd door Francis Polkinghorne Pascoe.